# Pietastemplet
Pietastemplet (latin: Aedes Pietatis) var ett tempel i närheten av Forum Holitorium på södra Marsfältet i antikens Rom. Konsuln Manius Acilius Glabrio avgav i samband med slaget vid Thermopyle år 191 f.Kr. ett löfte om att uppföra ett tempel invigt åt gudinnan Pietas. Glabrio påbörjade templet, men det invigdes av hans son Manius Acilius Glabrio år 181 f.Kr.
Pietastemplet revs av Caesar år 44 f.Kr. för att ge plats åt Marcellusteatern.